# Hl. Dreifaltigkeit (Adliswil)

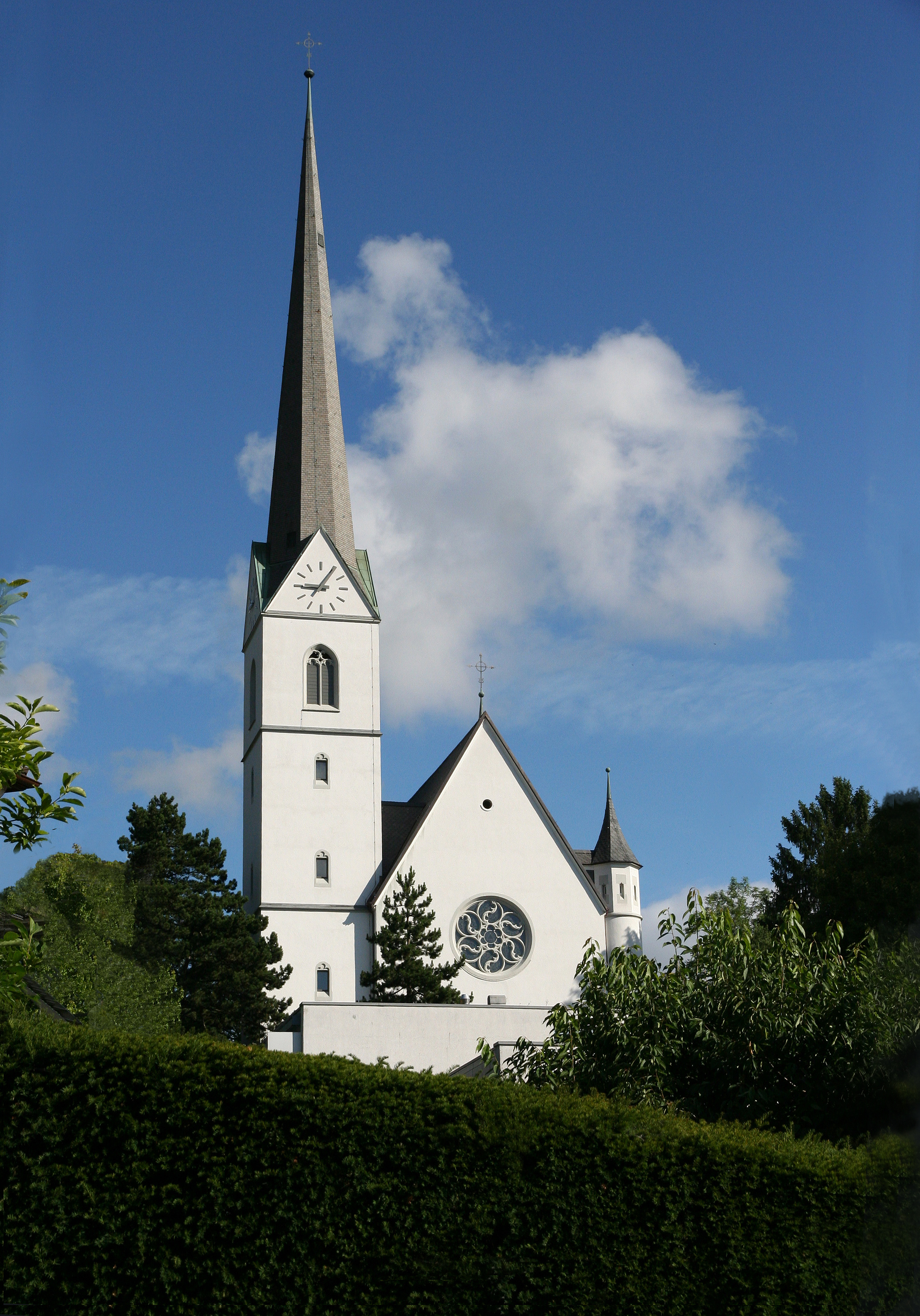
Kirche Hl. Dreifaltigkeit

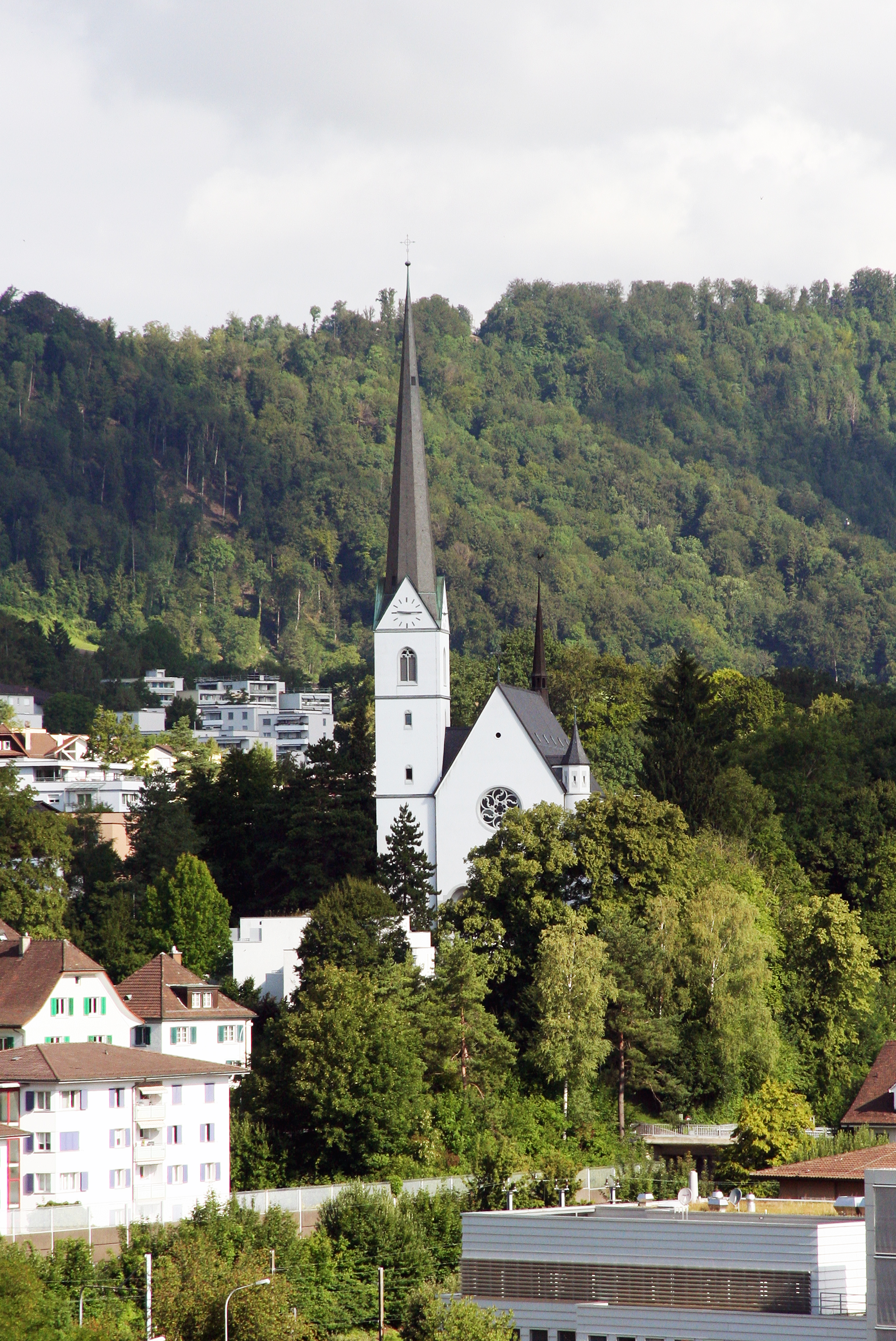
Ansicht von der Reformierten Kirche her

Die Kirche Hl. Dreifaltigkeit ist die römisch-katholische Pfarrkirche von Adliswil im Bezirk Horgen des Kantons Zürich.

## Geschichte

### Vorgeschichte und Namensgebung
In der spätalemannischen Siedlung Adololdis wile gab es am Südende des Dorfes auf einer Anhöhe eine Kapelle. Diese war eine Filiale der Pfarrei Kilchberg und wurde 1407 erstmals urkundlich erwähnt. Bereits früher, nämlich in den Jahren 1248–1250, wurden Waldschwestern nahe von Kilchberg auf dem Gebiet der Gemeinde Adliswil erwähnt. Das Kloster der Waldschwestern lag zunächst unterhalb des Albisgrates, 300 Meter nördlich der Näfenhäuser, beim sogenannten Hohlen Stein. 1258 kauften Meisterin und Konvent einen Hof in Rifers bei Kilchberg. 1259 versetzte Rudolf von Rapperswil die Schwestern auf seinen Hof Wurmsbach am oberen Zürichsee, zwecks Eingliederung in den Zisterzienserorden. Bis heute existiert das Kloster Wurmsbach, dessen Ursprung auf dem Gebiet der heutigen Gemeinde Adliswil gelegen hatte.
Nach der Reformation in Zürich ab dem Jahr 1523 war der katholische Gottesdienst in Zürich und seinen Untertanengebieten verboten. Erst im 19. Jahrhundert gestattete das «Toleranzedikt» von 1807 erstmals wieder katholische Gottesdienste in Zürich, allerdings örtlich auf die Stadt Zürich beschränkt. Die «Niederlassungs- und Religionsfreiheit» der Helvetischen Republik und später im Schweizer Bundesstaat von 1848 ermöglichte den Zuzug von Katholiken aus der Zentral- und der Ostschweiz, aber auch aus dem nahen katholisch geprägten Ausland in die Region von Zürich. Im Zuge der Industrialisierung, besonders wegen eines grossen Spinnereibetriebs und einer Seidenweberei am Ufer der Sihl, zogen auch katholische Arbeiter mit ihren Familien nach Adliswil.
In Langnau am Albis befand sich eine katholische Missionsstation, aus der später die Pfarrei St. Marien hervorging. Diese war für alle Katholiken im Sihltal und vom Zimmerberg zuständig. Der Weg nach Langnau war lang, weshalb in Adliswil in der zweiten Hälfte des 19. Jahrhunderts eine katholische Genossenschaft entstand, die zum Ziel hatte, dass in Adliswil eine katholische Pfarrei aufgebaut wurde.

### Entstehungs- und Baugeschichte
Als 1890 die Vergrösserung der Kirche in Langnau beschlossen werden sollte, verweigerten die Adliswiler Katholiken ihre Zustimmung. Ihr Sammelverein für eine eigene Kirche sparte daraufhin in kurzer Zeit Geld an, sodass dem Bischof von Chur, Johannes Fidelis Battaglia, in einem Brief der Wunsch nach einer Adliswiler Kirche vorgetragen wurde. In Anbetracht des Raummangels in der Langnauer Kirche hiess der Bischof das Begehren gut und schickte einen Vikar nach Adliswil. Im Saal der Kleinkinderschule an der Kilchbergstrasse wurde der Raum für eine Notkirche gefunden, sodass am 27. November 1892 der erste katholische Gottesdienst seit der Reformation in Adliswil stattfand. In den folgenden Jahren wurde der Saal jeweils sonntags zur Kapelle umfunktioniert, sodass die regelmässige Feier des Gottesdienstes möglich war. 1892 ernannte der Bischof von Chur Adliswil zum Pfarrvikariat und 1894 zur selbständigen Pfarrei, welche von der Mutterpfarrei Langnau a. A. abgetrennt wurde.
Am 7. Juni 1894 erwarb der Katholische Stationsverein Adlisweil  ein Baugrundstück auf dem Rellsten für den Bau einer katholischen Kirche. Zunächst wurde nach den Plänen des Architekten Hanauer, Luzern, ein Pfarrhaus mit einem Gottesdienstlokal erbaut, das am 6. Mai 1896 eingeweiht wurde. In den folgenden Jahren wurde das Geld für den Bau einer Kirche angespart. Im Jahr 1902 erhielt Architekt August Hardegger, der bereits die katholischen Kirchen Liebfrauen Zürich, Herz-Jesu Zürich-Oerlikon und Hl. Dreifaltigkeit Bülach errichtet hatte, den Auftrag zum Bau einer neugotischen Kirche in Adliswil.
1903 erfolgte die Grundsteinlegung, und am 25. September 1904 wurde die Kirche durch Prinz Max von Sachsen eingesegnet. In der Folgezeit wurde die Innenausstattung der Kirche schrittweise ergänzt. So erhielt sie 1911 den Hochaltar mit der Darstellung der Dreifaltigkeit und 1913–1915 die beiden Seitenaltäre, einen Marien- und einen Josefsaltar.
1956 bis 1962 führten Architekt Joseph Steiner, Schwyz, und Fritz Müller, Adliswil, die Sanierung der Kirche durch. 1976 bis 1977 wurde das heutige Pfarreizentrum hinzugebaut. Am 19. Oktober 1980 weihte Bischof Johannes Vonderach die durch Architekt Walter Moser sanierte Kirche samt der von Moser neu errichteten Kapelle ein.
Am 6. Oktober 1983 verursachte eine Kerze in der aufgestellten Krippe einen Brand, der eine neuerliche Innenrenovation der Kirche nötig machte. 1988 erhielt die Kirche ein neues fünfstimmiges Geläut und 2004 eine neue Orgel. 2016 wurde die Kirche im Innern saniert, wobei das Gotteshaus neue Bänke sowie neue Sitze für das Ministerium erhielt. Zudem wurde ein neues Beleuchtungskonzept umgesetzt.
Die Pfarrei Hl. Dreifaltigkeit ist mit ihren 4'739 Mitgliedern (Stand 2024) eine der grösseren katholischen Kirchgemeinden des Kantons Zürich.

## Baubeschreibung

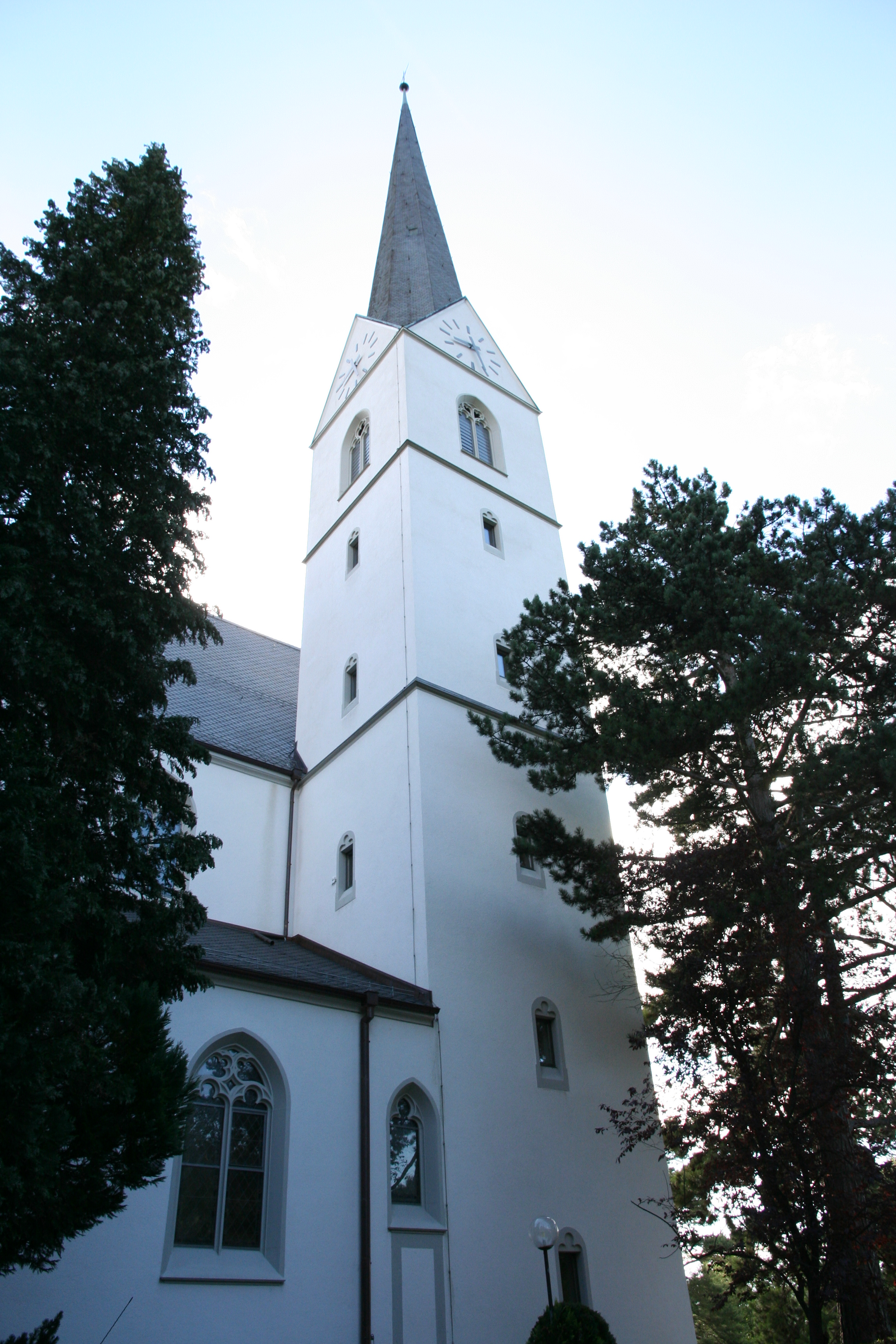
Kirchturm

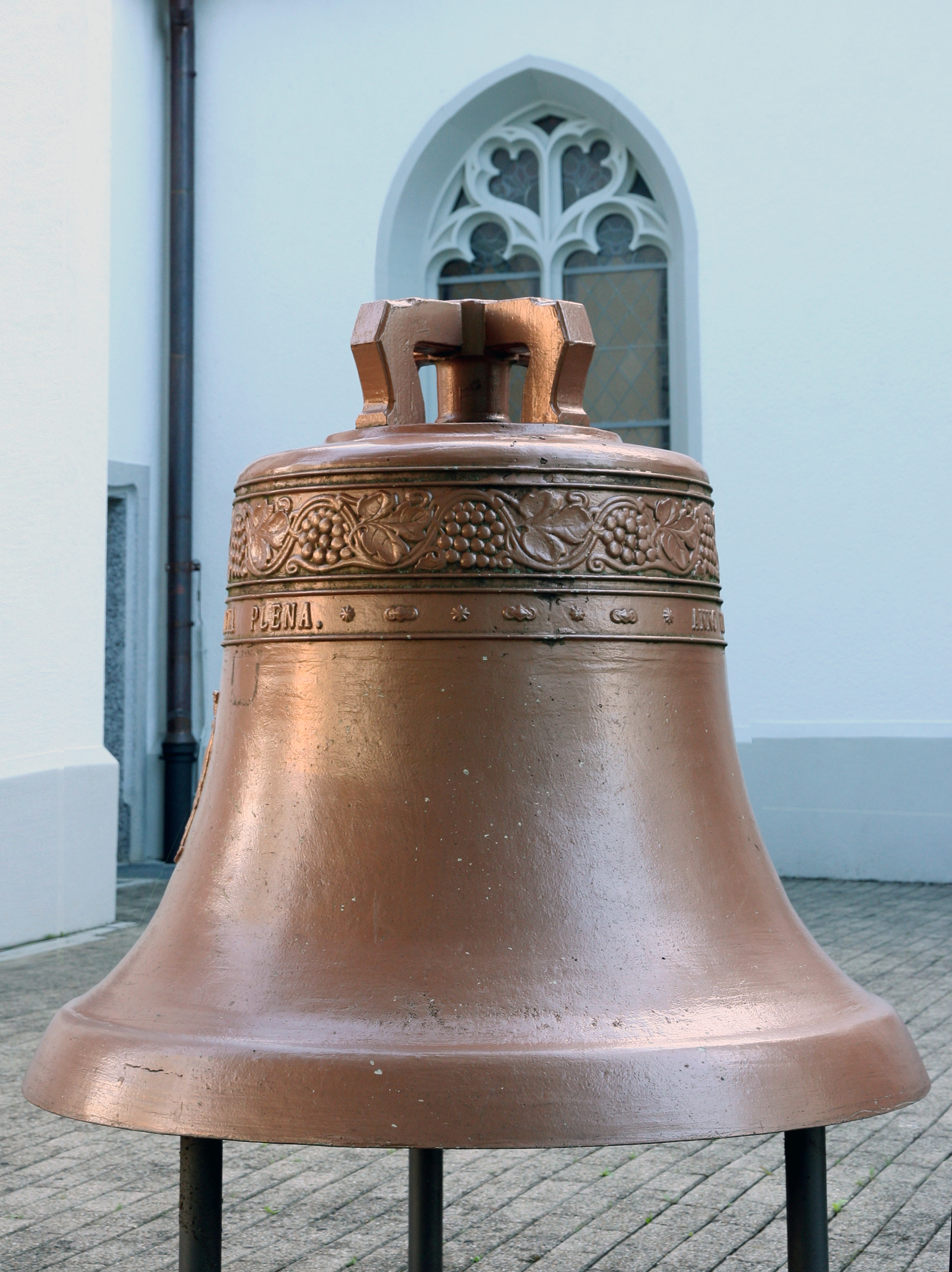
Glocke von 1928

### Kirchturm und Äusseres
Die Kirche Hl. Dreifaltigkeit ist eine dreischiffige neogotische Kirche, welche aufgrund der topografischen Lage nicht geostet ist, sondern gen Nordwest ausgerichtet ist. Die Architektur der Kirche lehnte sich an eine idealisierende späte Landgotik an. Die Hauptfassade, welche auf das Adliswiler Zentrum ausgerichtet ist, besitzt eine neogotische Fensterrosette und wird auf der linken Seite vom Kirchturm, auf der rechten Seite von einem Treppentürmchen flankiert.
Bis zur Sanierung der Kirche in den Jahren 1956 bis 1962 besass die Kirche zudem Spitzgauben auf dem Dach, sichtbare Ecksteinquader, Blendengiebel über der Hauptfassade sowie über der Rosette ein dreiteiliges Giebelfenster, das durch ein rundes Fensterchen ersetzt wurde. Ein Dachreiter über dem polygonalen Chor schliesst die Aussengestaltung ab.
1928 erhielt der Kirchturm sein erstes Geläut. Es handelte sich um drei Stahlglocken mit der Tonfolge f, a und c. Sie wurden am 3. Juni 1928 geweiht und anschliessend in den Turm aufgezogen. Bei der Sanierung der Kirche wurde am Turm im Jahr 1957 eine Uhr angebracht. Im Jahr 1988 erhielt die Kirche ihr zweites Geläut. Am 11. September 1988 wurden die fünf Bronzeglocken, die von der Giesserei Carl Metz, Karlsruhe, gegossen wurden, geweiht und anschliessend in den Turm aufgezogen.
Die künstlerische Gestaltung der Glocken stammt von Alois Spichtig, der der «Dreifaltigkeits-Glocke» einen Davidsstern gab, welcher von einem Kreis umschlossen ist und in dessen Mitte Jesus Christus durch ein Kreuz symbolisiert wird. Das Relief der «Jesus-Glocke» zeigt ein Labyrinth, das auf die Verwirrungen durch Ideologien und Verführungen in der heutigen Zeit verweist. In der Mitte des Labyrinths ist jedoch ein Kreuz sichtbar, das auf die Präsenz von Jesus Christus auch in der Gegenwart aufmerksam macht. Auf der «Marienglocke» sind die Buchstaben MARIA ineinander verwoben, und auf der Bruder-Klaus-Glocke ist das Rad der Vision des Niklaus von Flüe dargestellt. Auf der «Mutter-Teresa-Glocke» findet sich eine Sanduhr, die den Betrachter daran erinnert, dass die Zeit für eine gerechtere Verteilung der Güter, aber auch für eine Reform der Finanz- und Handelssysteme gekommen sei.
| Nr. | Gewicht | Ton | Widmung              | Inschrift                                                                     |
| --- | ------- | --- | -------------------- | ----------------------------------------------------------------------------- |
| 1   | 2195 kg | c1  | Dreifaltigkeit       | Alle sollen eins sein wie du Vater in mir bist und ich in dir bin (Joh 17,21) |
| 2   | 1583 kg | d1  | Jesus, der gute Hirt | Fürchte dich nicht, du kleine Herde                                           |
| 3   | 1131 kg | f1  | Gottesmutter Maria   | Mir geschehe nach deinem Wort                                                 |
| 4   | 616 kg  | a1  | Nikolaus von Flüe    | Fried ist allweg in Gott                                                      |
| 5   | 348 kg  | c2  | Mutter Teresa        | Kennt ihr die Armen eurer Stadt?                                              |

### Innenraum und künstlerische Ausstattung

Innenansicht

Gnadenstuhl von Alfons Marmon (1873–1928)

Durch eine Vorhalle gelangt man in das Innere des Gotteshauses. Die dreischiffige Kirche besitzt eine Holzdecke, die leicht gewölbt ist. Die Holzdecken der Seitenschiffe sind niedriger als diejenige des Mittelschiffs und nehmen die Form der seitlichen Satteldächer des Gotteshauses auf. Die Mauern des Langschiffes werden durch gotisierende Fenster im Obergaden rhythmisiert. Der Chor ist leicht eingezogen und schliesst den Kirchenbau mit einem halben Sechseck ab. Die Ornamentmalereien an den Wänden und Holzdecken runden die neugotische Gestaltung des Gotteshauses ab.
Zur ursprünglichen Innenausstattung der Kirche gehörten der Hochaltar mit der Darstellung der Heiligen Dreifaltigkeit, der die Kirche geweiht wurde, sowie die Kanzel. Beide wurden von der Kunstwerkstätte Marmon (Alfons Marmon (1873–1928)) aus St. Gallen 1911 erstellt. Der Hochaltar zeigt im oberen Mittelfeld einen Gnadenstuhl mit Gott Vater, Sohn und Heiligem Geist, dargestellt im Symbol der Taube. Links steht der Erzengel Michael, rechts der Erzengel Gabriel. Unten von links nach rechts: Gott Vater mit Adam und Eva im Paradies, Menschwerdung Gottes (Weihnachten), Auferstehung von Jesus (Ostern), Geistsendung (Pfingsten). Zuunterst findet sich der Tabernakel.
1913–1915 wurde die Innenausstattung durch die beiden Seitenaltäre ergänzt, welche der Muttergottes und dem hl. Josef geweiht waren. 1918 folgte der auf Blech gemalte Kreuzweg, der wiederum von den Gebrüdern Marmon stammte. 1921–1922 folgten zwei Statuen im Chor der Kirche: eine Herz-Jesu-Statue und eine Herz-Maria-Statue, jeweils mit Konsolen und Dach. Ebenfalls wurde zu dieser Zeit eine Kommunionbank aufgestellt.
Im Zuge der Sanierung der Kirche in den Jahren 1956–1962 erfolgte eine Umgestaltung auch des Innenraums. So wurde die Kommunionbank wieder entfernt und die Kanzel heruntergenommen und in den Chor gestellt. Nach dem Zweiten Vatikanischen Konzil wurde die Neugestaltung der Kirche an die Hand genommen. 1972 wurde der Josefsaltar abgebaut und in eine Kirche im Kanton Luzern verbracht. 1976 wurden die Kreuzwegbilder durch einen bestehenden Kreuzweg aus dem Jahr 1905 ersetzt. Es handelt sich um eine Gestaltung des Waldshuter Malers G. Schroff, welcher bis anhin in der Kirche St. Anton Bauma Verwendung gefunden hatte. 1979–1980 gestaltete der Innerschweizer Künstler Alois Spichtig ein neues Mobiliar für den Chorraum: Volksaltar, Ambo und Taufbecken. Um der Neugestaltung des Chorraumes genug Platz zu geben, wurde der Altarraum vorgängig gegen das Schiff hin vorgezogen. Im Zuge dieser Umgestaltung wurde auch die Empore um einen Meter tiefer gesetzt, um eine gute Sicht auf den Volksaltar zu gewährleisten. Eine neue Treppe zur Empore wurde vor und in die Turmwand gebaut.
Als seitlicher Anbau an das Kirchengebäude wurde eine neue Kapelle errichtet, welche von Architekt Walter Moser in neugotischen Formen erstellt wurde, damit die Formensprache der Kirche übernommen werden konnte. Die bauliche Ausstattung der Kapelle samt Altar stammt von Architekt Walter Moser, die künstlerische Ausschmückung von S. Magnin-Andres, Guntershausen/Aadorf TG. In den 1980er Jahren erhielt die Kirche eine Marienstatue aus dem Südtirol. 2007 schuf Peter Kostner aus St. Ulrichen (Südtirol) eine zeitgenössische Skulptur des Bruder Klaus.

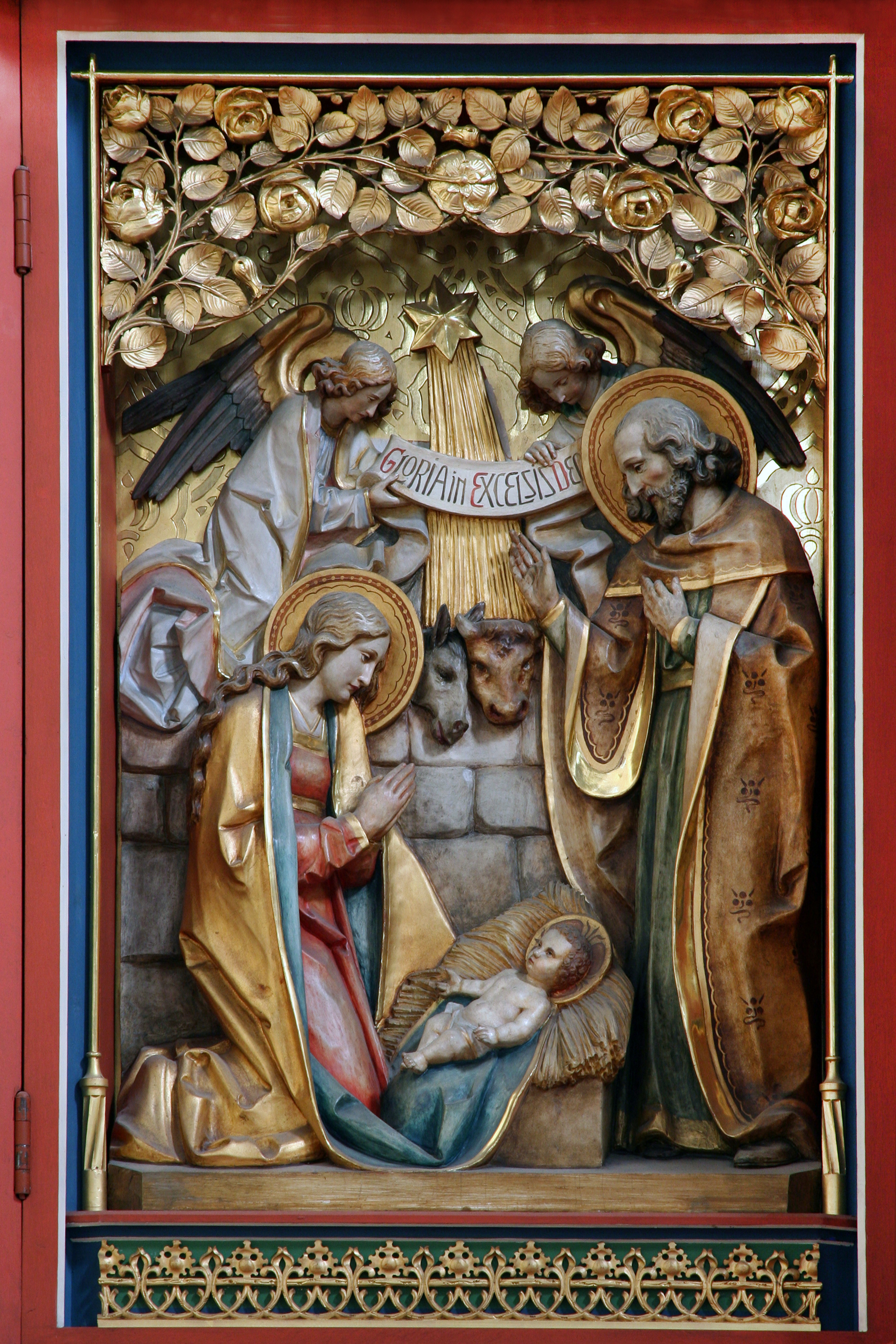
Altarbild Geburt Jesu
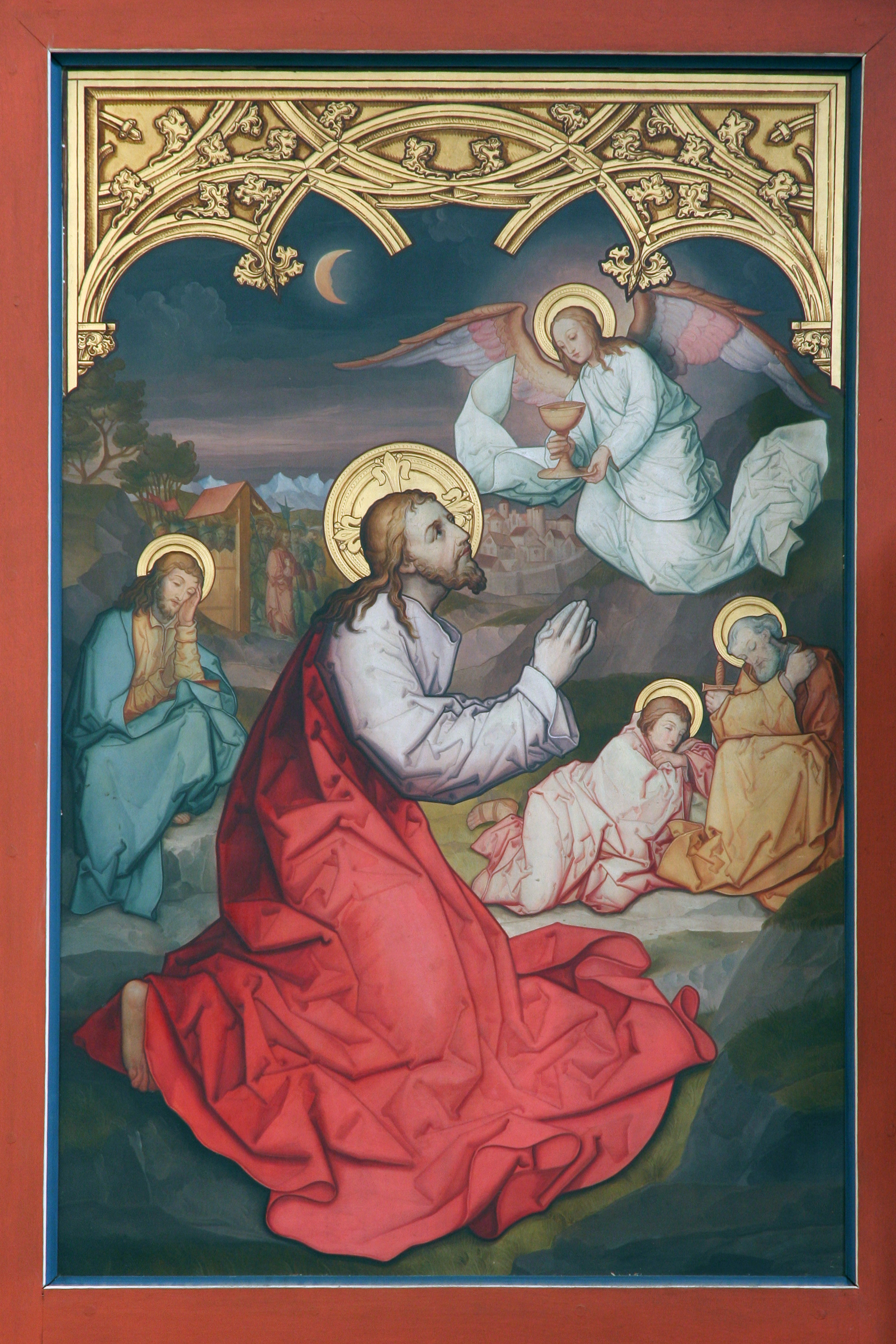
Altarbild Jesus am Oelberg
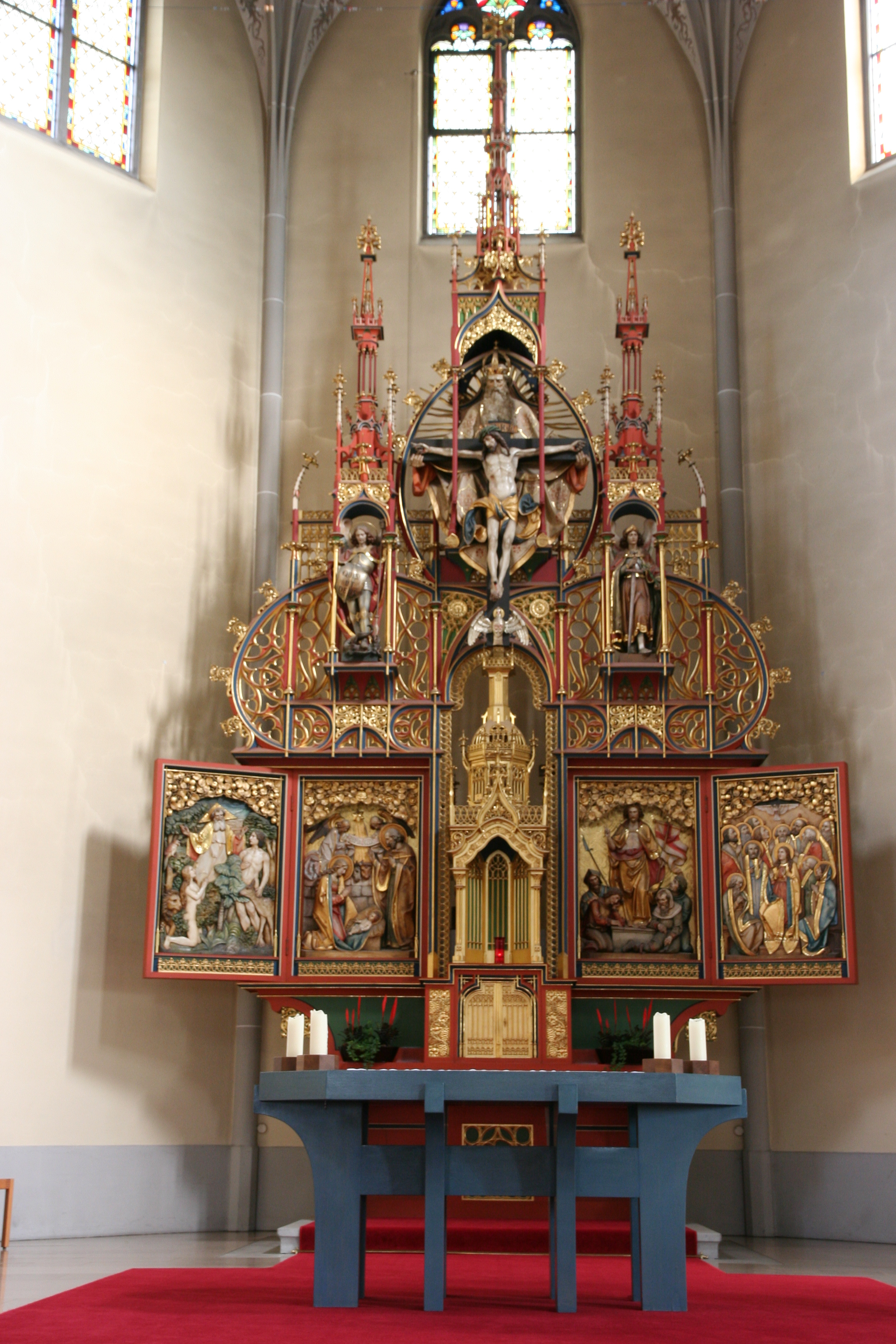
Hochaltar von Alfons Marmon
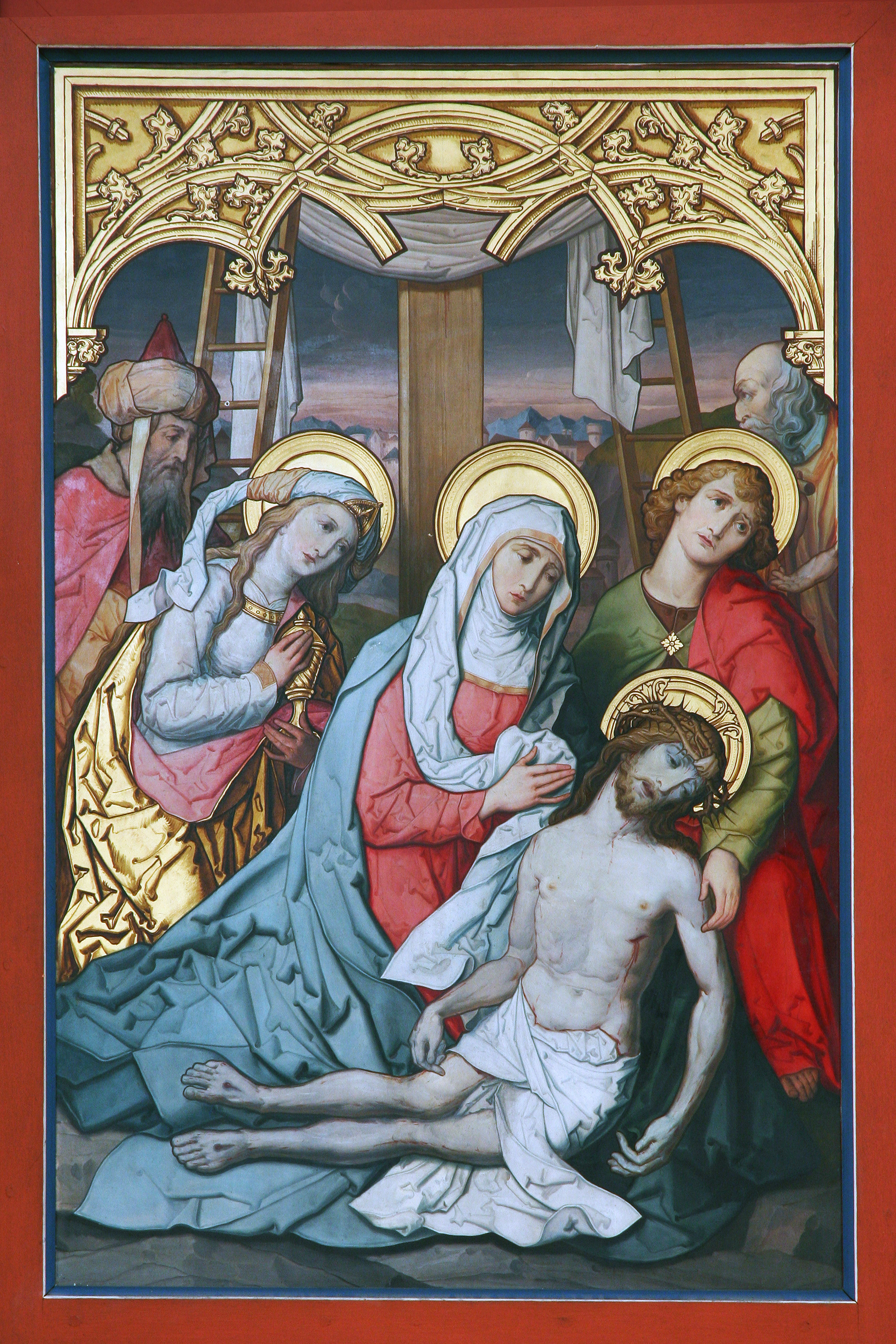
Altarbild Pietà
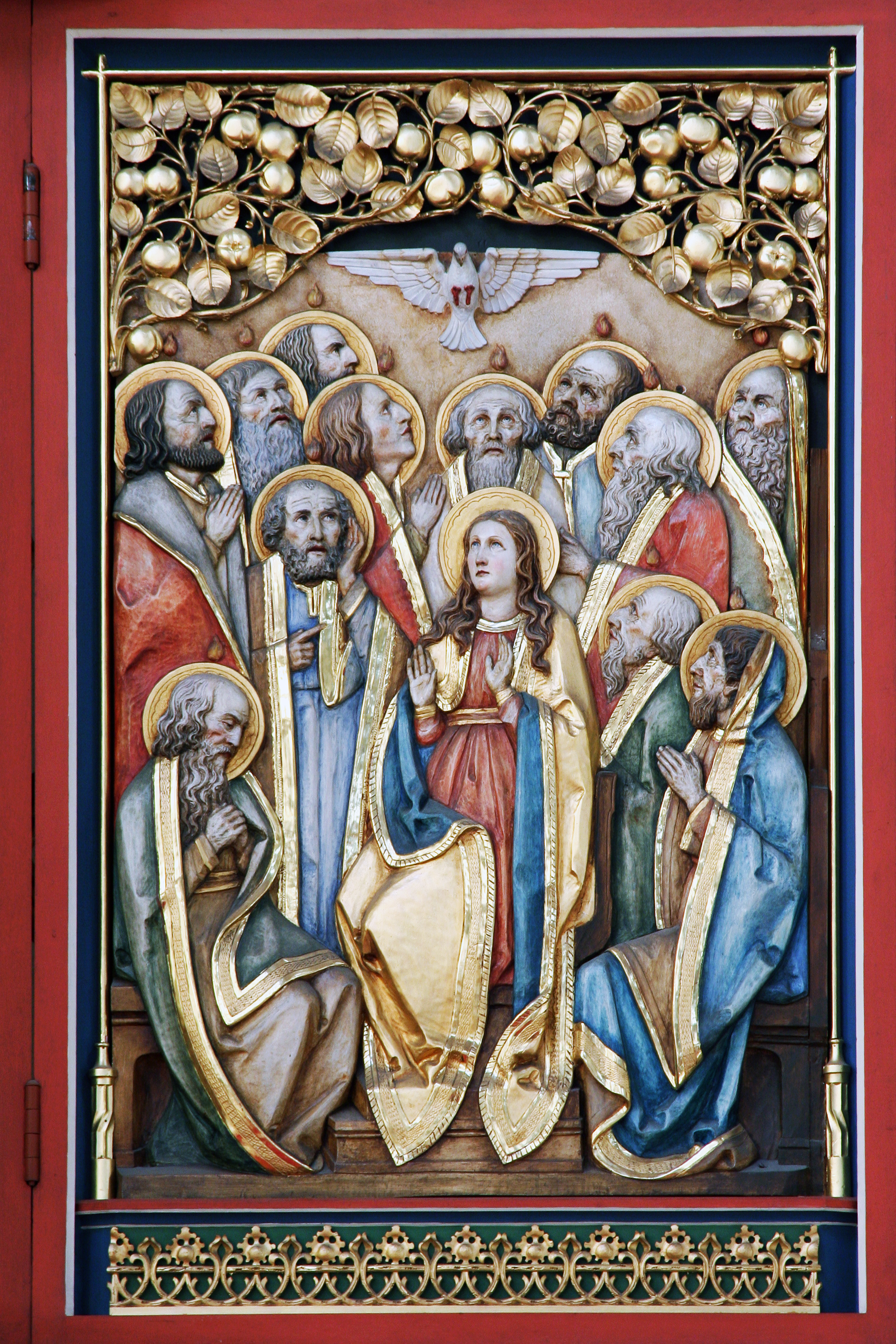
Altarbild Pfingsten

### Orgeln

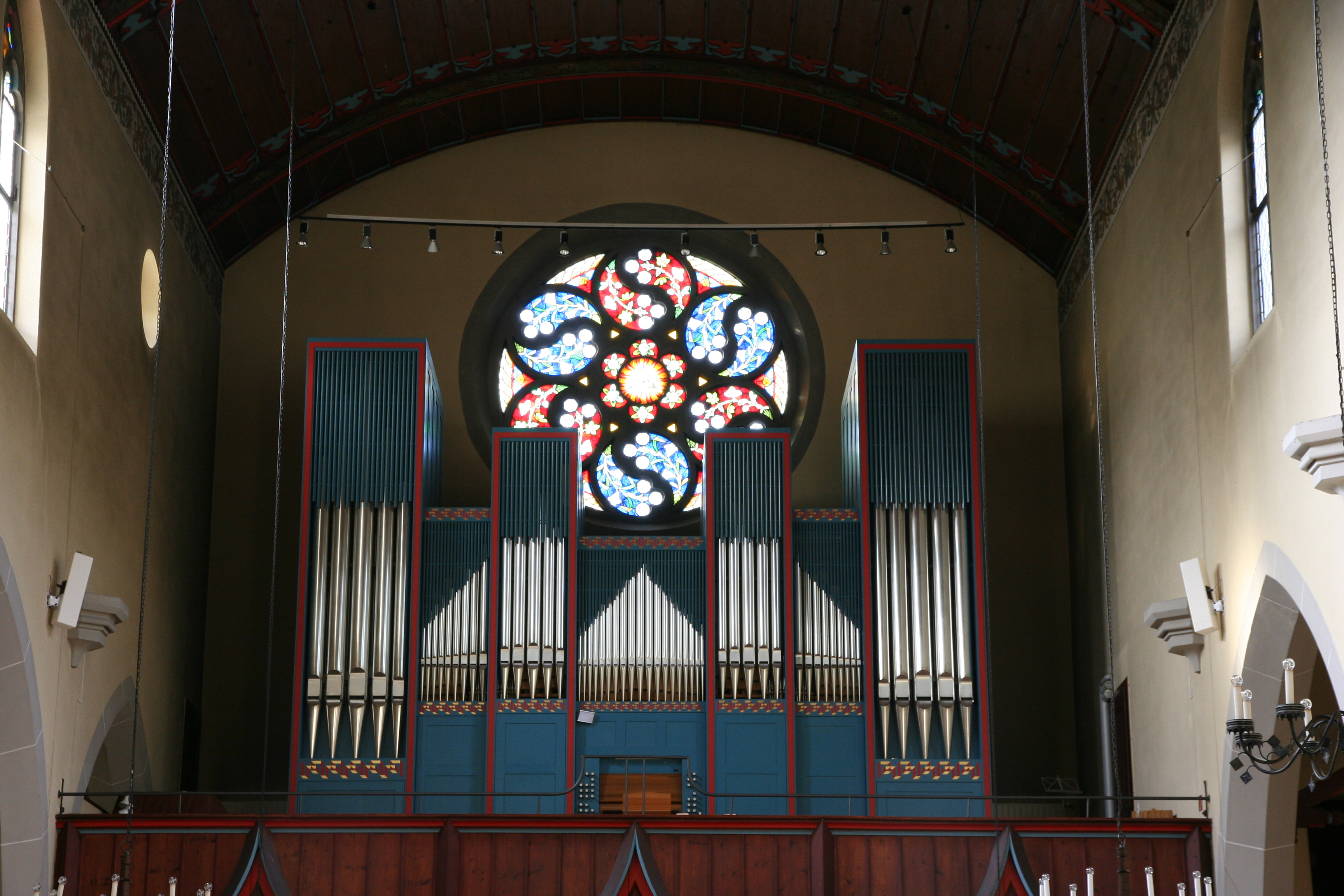
Mathis-Orgel von 2004

#### Hauptorgel
1929 erhielt die Kirche ihre erste Orgel. Es handelte sich um ein Instrument von Späth Orgelbau, Rapperswil. Zur 100-Jahr-Feier der Kirche wurde dieses Instrument durch die heutige Orgel ersetzt. Es handelt sich um ein Instrument von Mathis Orgelbau, Näfels. Zunächst war ein neugotisches Orgelgehäuse geplant. Die Baudenkmalpflege regte jedoch eine zeitgenössische Gestaltung an, die dann auch im Jahr 2004 ausgeführt wurde.
Die Orgel verfügt über 33 Register auf drei Manualen samt Pedal. Es handelt sich um ein Instrument mit mechanischer Traktur und mechanischer Registratur sowie Schleifladen und einer elektronischen Setzeranlage.
Disposition der Mathis-Orgel:
| I Hauptwerk C–a3 |       |
| Bourdon          | 16′   |
| Principal        | 8′    |
| Hohlflöte        | 8′    |
| Octave           | 4′    |
| Koppelflöte      | 4′    |
| Quintflöte       | 2 ⁄3′ |
| Octave           | 2′    |
| Mixtur IV        | 1 ⁄3′ |
| Trompete         | 8′    |

| II Schwellwerk C–a3 |                  |
| Lieblich Prinzipal  | 8′               |
| Rohrflöte           | 8′               |
| Gambe               | 8′               |
| Voix céleste        | 8′               |
| Fugara              | 4′               |
| Traversflöte        | 4′               |
| Sesquialter         | 2 ⁄3′ und 1 3⁄5′ |
| Flageolet           | 2′               |
| Plein jeu III       | 2′               |
| Oboe                | 8′               |
| Clairon             | 4′               |
| Tremulant           |                  |

| III Positiv C–a3 |       |
| Gedackt          | 8′    |
| Flöte            | 4′    |
| Waldflöte        | 2′    |
| Larigot          | 1 ⁄3′ |
| Cymbel III       | 1′    |
| Krummhorn        | 8′    |

| Pedal C–f1   |     |
| Principal    | 16′ |
| Subbass      | 16′ |
| Octavbass    | 8′  |
| Flötbass     | 8′  |
| Choralbass   | 4′  |
| Posaune      | 16′ |
| Basstrompete | 8′  |

- Koppeln: III/II, I/II, I/P, II/P, III/P
- Spielhilfen: elektronische Setzeranlage mit Sequenzer, Tritt Einzelregister aus

#### Kapellenorgel

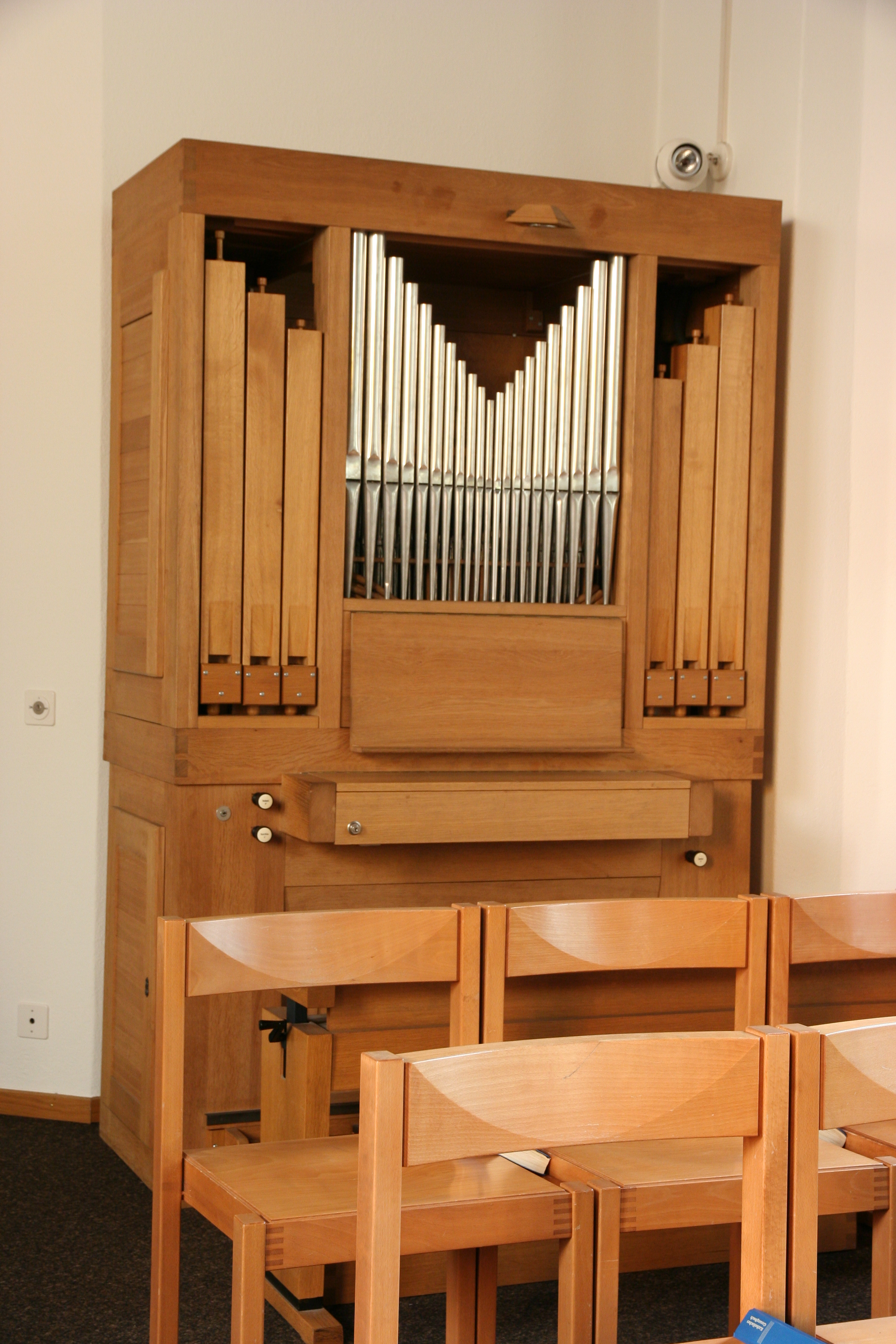
Hauser-Orgel von 1992

Im Jahr 1992 schuf Ernst Hauser, Kaltbrunn, für die neu erbaute Kapelle eine mechanische Orgel mit 5 Registern.
Disposition der Hauser-Orgel:
| Manual C–g3 |                  |
| Gedackt     | 8′               |
| Rohrflöte   | 4′               |
| Sesquialter | 2 ⁄3′ und 1 3⁄5′ |
| Prinzipal   | 2′               |
| Cymbel      | 1′               |

| Pedal C–d1  |
| (angehängt) |